# Arado Ar 79
Die Arado Ar 79 war ein zweisitziges kunstflugtaugliches Reise- und Schulflugzeug mit Zweiblattstarrluftschraube. Mit diesem Modell wurden im Juli 1938 mehrere FAI-Geschwindigkeitsrekorde aufgestellt: über 1000 km mit 229 km/h, über 2000 km mit 227 km/h.

## Geschichte
Im Jahr 1937 gelang Arado unter der Konstruktionsleitung von Walter Blume und Wilhelm van Nes als Leiter des Entwurfsbüros die Entwicklung des robusten, handlichen und wirtschaftlichen Sport- und Reiseflugzeuges Ar 79 in Anlehnung an die früheren Sportflugzeuge L I und L II.
Das Flugzeug, von dem zunächst die Prototypen V1 (D-EKCX),  V2 (D-EHCR), V3 (D-EDCG) und später drei Baureihen mit Verbesserungen an der Zelle entstanden, erregte Aufsehen durch mehrere Rekordflüge.
Die Produktion der Ar 79 belief sich auf 15 Vorserienflugzeuge (W.-Nr. 3677–3691), die gleichzeitig die Versuchsmuster beinhalteten. Diese wurden bis Februar 1940 ausgeliefert. Im RLM-Lieferplan vom 1. April 1939 waren 100 Flugzeuge einer Vertriebsserie vorgesehen. Diese wurde bei Kriegsbeginn auf 40 (W.-Nr. 21–60) reduziert und von der Luftwaffe übernommen. Die Auslieferung erfolgte im Zeitraum November 1939 bis April oder Mai 1940. 1939 wurden zwei Flugzeuge der Vorserie an Ungarn geliefert.
Bei der 1946 in der ČSSR vorgestellten Mraz M-1 „Sokol“  handelt sich sehr wahrscheinlich um eine Weiterentwicklung der Ar 79.
In der DDR wurde 1952 eine Neuauflage der Ar 79 unter dem Namen P 101 geplant. Zur ab Mitte 1954 geplanten Serienfertigung kam es infolge des Volksaufstandes vom 17. Juni 1953 jedoch nicht mehr. In der BRD griff 1958 die Wimmer R-110 (nach Otto Wimmer, einem Motorenfabrikanten aus Sulzbach) den Entwurf der Ar 79 auf.
Auf Basis der Ar 79 entwarf Walter Blume ab 1955 den viersitzigen Ganzmetalltiefdecker Blume Bl 500, der am 16. März 1957 seinen Erstflug hatte und im April 1958 seine Zulassung erhielt. Er wurde jedoch aufgrund des hohen Preises von 63.000 DM kein Erfolg.

## Konstruktion
Die Ar 79 war als freitragender Tiefdecker, mit durchgehenden Spreizklappen, Einziehfahrwerk und Doppelsteuer ausgeführt. Er wurde in Gemischtbauweise gefertigt. So bestand der Rumpf aus einer Fachwerkkonstruktion aus Stahl bis hinter die beiden nebeneinanderliegenden Sitze, dahinter eine Rumpfschale, die mit der Magnesiumlegierung Elektron ausgelegt waren. Die Tragflächen bestanden aus Holz. Durch diese Konstruktion ergab sich eine geringe Leermasse und zusammen mit den beiden unter dem hinteren Gepäckraum liegenden 60-Liter-Tanks eine große Reichweite von 1025 km. Die voll verglaste Kabine mit weit nach unten gezogenen vorderen Fenstern ermöglichte eine sehr gute Rundumsicht. Als Preis waren anfangs 18.000 Reichsmark vorgesehen.

## Nutzung

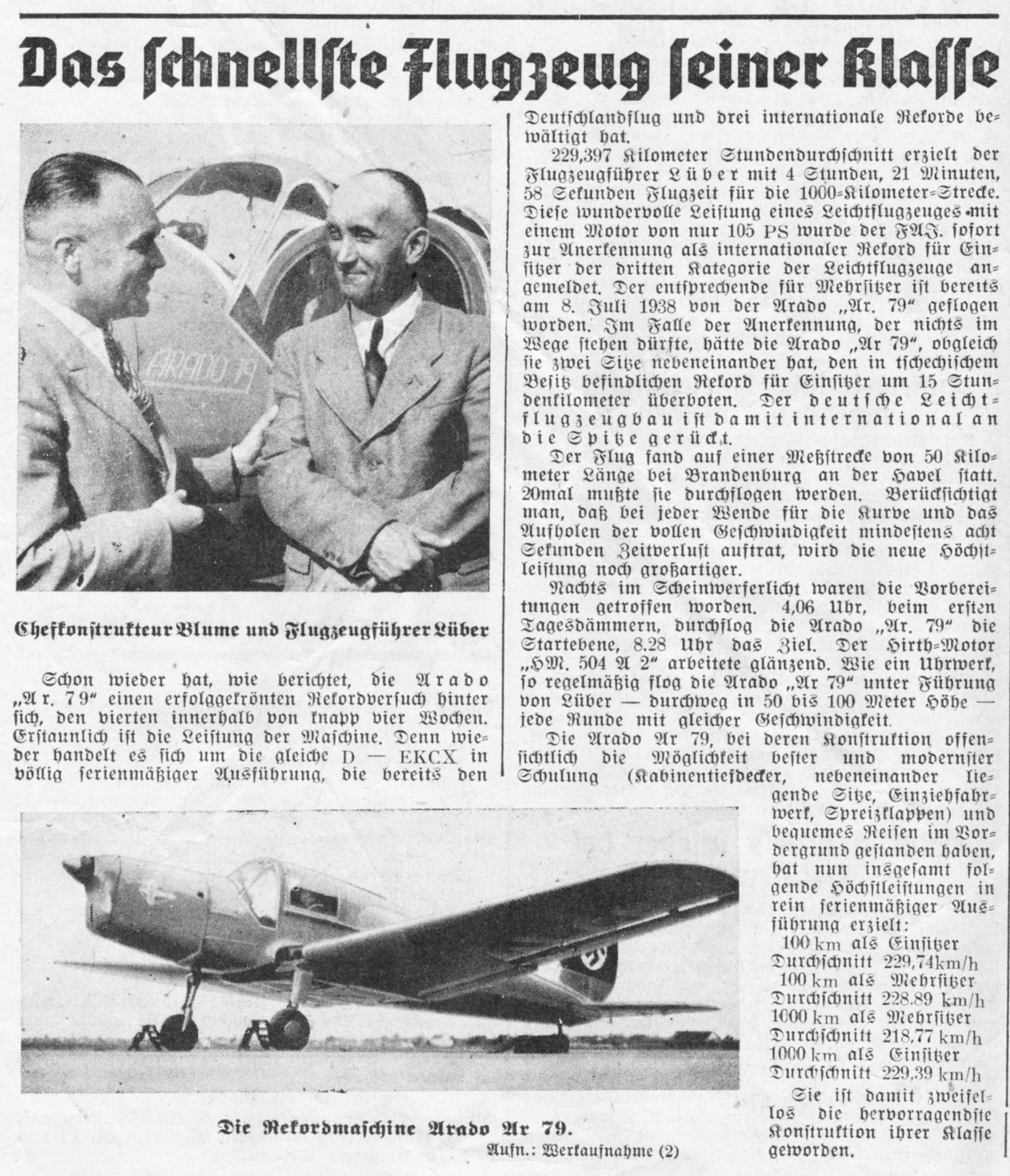
Pressemitteilung im Rostocker Anzeiger vom 19. Juli 1938

Nach der Teilnahme aller drei Prototypen am Deutschlandflug vom 22. bis 29. Mai 1938 erzielte das Versuchsmuster D-EKCX mit Pilot Lüber am 15. Juli 1938 Weltbestzeit mit einer Durchschnittsgeschwindigkeit von 229,397 km/h auf einer 1000 km langen Strecke. Am 29. Juli erzielte der Pilot Seelbach auf der D-EHCR auf einer Strecke von 2000 km bei einer Durchschnittsgeschwindigkeit von 227,029 km/h den zweiten Weltrekord für Arado.
Geschichte machte die D-EHCR unter Oberleutnant Pulkowski und Leutnant Jenett, als diese bei einem Flug nach Australien mit Start am 17. Dezember 1938 bei einem Nonstop-Flug zwischen den Städten Bengasi (Libyen) und Gaya (Indien) mit einer Strecke von 6303 km einen neuen Langstreckenweltrekord aufstellten, der den alten Rekord um mehr als 2000 km übertraf.
Nach weiteren Zwischenlandungen in Bangkok, auf Sumatra und Bali erreichten die Piloten am 14. Januar 1939 Darwin und am 16. Januar 1939 Sydney.
Beim Rückflug nach Deutschland stürzte die D-EHCR am 10. Februar 1939 bei einem Rundflug in Madras nach dem Zusammenstoß mit einem Greifvogel ab, dabei starben der Pilot Pulkowski und ein indischer Fluggast.
Nach einem Vergleichsfliegen am 9. Dezember 1938 zwischen der Arado Ar 79, der Bücker Bü 131 und der Klemm Kl 35 wurden knapp 20 Maschinen an ungarische Kunden (darunter István Horthy, den Sohn des Reichsverwesers Miklós Horthy) ausgeliefert.

## Technische Daten

Dreiseitenriss

| Kenngröße             | Daten                                                                  |
| --------------------- | ---------------------------------------------------------------------- |
| Besatzung             | 1                                                                      |
| Passagiere            | 1                                                                      |
| Länge                 | 7,60 m                                                                 |
| Spannweite            | 10,00 m                                                                |
| Höhe                  | 2,10 m                                                                 |
| Flügelfläche          | 14,00 m²                                                               |
| Flügelstreckung       | 7,14                                                                   |
| V-Form                | 6,5°                                                                   |
| Flächenbelastung      | 57,00 kg/m²                                                            |
| Leistungsbelastung    | 7,61 kg/PS                                                             |
| Flächenleistung       | 7,51 PS/m²                                                             |
| Leermasse             | 526 kg                                                                 |
| Zuladung              | 274 kg                                                                 |
| Startmasse            | 800 kg                                                                 |
| Höchstgeschwindigkeit | 230 km/h in Bodennähe                                                  |
| Reisegeschwindigkeit  | 205 km/h in Bodennähe                                                  |
| Landegeschwindigkeit  | 68 km/h                                                                |
| Steiggeschwindigkeit  | 4,00 m/s in Bodennähe                                                  |
| Steigzeit             | 3,8 min auf 1000 m 8,4 min auf 2000 m                                  |
| Dienstgipfelhöhe      | 4500 m (zweisitzig) 5300 m (einsitzig)                                 |
| Reichweite            | 1025 km                                                                |
| Flugdauer             | 5,30 h                                                                 |
| Startstrecke          | 180 m                                                                  |
| Triebwerk             | Hirth HM 504 A2 mit 77 kW (105 PS), starre Holzluftschraube (⌀ 2,00 m) |
| Kraftstoffvorrat      | 120 l                                                                  |
| Kraftstoffverbrauch   | 11 l/100 km                                                            |

## Erhaltene Flugzeuge
Die Ar 79 B D-EMVT ist seit dem Herbst 2001 im Deutschen Technikmuseum Berlin ausgestellt. Das Flugzeug mit der Seriennummer 0047 wurde im Dezember 1939 als vorletzte der ersten Serie in Brandenburg-Briest gebaut. Es erhielt das Stammkennzeichen VA+HP und wurde von Erich Bachem genutzt. Ab Juli 1945 flog es im Saarland für den französischen Hochkommissar (als SL-AAP) und von 1956 bis 1961 bei wechselnden Eigentümern in Deutschland. 1961 erwarb Fritz Ulmer die Maschine und nahm mit ihr (als D-ECUV) bis 1967 an vielen Veranstaltungen teil. Im Sommer 1995 erwarb das Deutsche Technikmuseum Berlin die Ar 79 B. In einem Gemeinschaftsprojekt restaurierte die Deutsche Lufthansa Berlin-Stiftung das Flugzeug auf der Hamburger Lufthansa-Basis und flog sie von 1996 bis 2001 auf Flugtagen.